# Molde
Molde je správní město norského kraje Møre a Romsdal. Molde má 362 km² a 24 249 obyvatel (říjen 2006). Město leží na severním břehu Romsdalsfjordu na Romsdalském poloostrově.

## Dějiny
Město vznikalo postupně jako přirozené místo obchodu již v pozdním středověku. Práva mu byla udělena v roce 1614. Molde bylo ustaveno obcí 1. ledna 1838.
Město se postupně rozrůstalo v průběhu 18. a 19. století a stávalo se norským centrem textilního a oděvního průmyslu. Rostl i jeho význam coby významného turistického cíle. Po druhé světové válce se rozrostlo o Bolsøy a Veøy (1. ledna 1964), stalo se centrem nejen veřejných služeb, ale je vzdělávacím centrem a centrem průmyslové výroby.
Molde je sídlem biskupů z Møre.

## Podnebí
Město má mírné oceánické podnebí s chladnými léty a mírnými zimami. Průměrný roční úhrn srážek činí 1640 mm. Nejsuššími měsíci roku jsou květen a červen.

## Znak
Znak byl udělen městu 27. června 1742. V modrém štítu, černá velryba vydechující doprava do oblouku stříbrnou „fontánku“ vynořující se zleva z modrostříbrných vln, nahánějící sledě do sudu. Znak představuje původní obživu obyvatel: vývoz sleďů a dřeva. Molde nebylo nikdy velrybářským přístavem – obyvatelé Molde viděli ve velrybách nahánějících ryby do fjordů dobré znamení.

## Partnerská města
- Vejle, Dánsko
- Borås, Švédsko
- Mikkeli, Finsko
- Česká Lípa, Česko
- Bardejov, Slovensko

## Slavní obyvatelé
- Bjørnstjerne Bjørnson, spisovatel, nositel Nobelovy ceny za literaturu (1832–1910)
- Ole Anton Qvam, bývalý premiér, (1834–1904)
- Kjell Magne Bondevik, politik, bývalý premiér (1947–)
- Bjørn Trygve Grydeland, prezident ESA, velvyslanec v EU (1949–)
- Bjørn Rune Gjelsten, obchodník (1956–)
- Kjell Inge Røkke, obchodník (1958–)
- Jo Nesbø, spisovatel (1960–)
- Arild Monsen, běžec na lyžích (1962–)
- Kjetil Rekdal, fotbalista (1968–)
- Mette Solli, kickboxerka (1974–)
- Ingeborg Hungnes, zpěvačka
- Ola Kvernberg, hudebník
- Ann-Helen Moen, sopranistka